# Episodi di Zanna Bianca
Gli episodi della prima ed unica stagione di Zanna Bianca sono andati in onda in Canada dal 1º marzo 1993 al 1º marzo 1994.
| n° | Titolo originale              | Titolo italiano | Prima TV Canada | Prima TV Italia |
| -- | ----------------------------- | --------------- | --------------- | --------------- |
| 1  | Coming Home                   |                 | 1º marzo 1993   |                 |
| 2  | The Birthday                  |                 |                 |                 |
| 3  | Tough Kid                     |                 |                 |                 |
| 4  | Against The Current           |                 |                 |                 |
| 5  | The Last Flight               |                 |                 |                 |
| 6  | The Enemy Withing             |                 |                 |                 |
| 7  | The Hostage                   |                 |                 |                 |
| 8  | Wild And Free                 |                 |                 |                 |
| 9  | Clint Eastwoood, You're Not   |                 |                 |                 |
| 10 | The Cave                      |                 |                 |                 |
| 11 | Matter Of Trust               |                 |                 |                 |
| 12 | Up, Up and Away               |                 |                 |                 |
| 13 | Cry Wolf                      |                 |                 |                 |
| 14 | Burn't River                  |                 |                 |                 |
| 15 | Hit and Run                   |                 |                 |                 |
| 16 | Torn Loyalties                |                 |                 |                 |
| 17 | That Lovin'Feeeling           |                 |                 |                 |
| 18 | Out Of The Range              |                 |                 |                 |
| 19 | The Mine                      |                 |                 |                 |
| 20 | Blair's Glory (Arrow River)   |                 |                 |                 |
| 21 | Poachers                      |                 |                 |                 |
| 22 | Fang for Memory               |                 |                 |                 |
| 23 | Bigfoot                       |                 |                 |                 |
| 24 | Adam's Treasure (Fool's Gold) |                 |                 |                 |
| 25 | Present Of Mind               |                 |                 |                 |
| 26 | Poor Side Of Town             |                 | 1º marzo 1994   |                 |